# Fidelity Magellan Fund
Fidelity Magellan Fund (Podílový fond: FMAGX) je podílový fond z rodiny fondů Fidelity se sídlem ve Spojených státech amerických. Jedná se o pravděpodobně nejznámější aktivně řízený podílový fond na světě, známý zejména díky rekordnímu růstu pod vedením Petera Lynche v letech 1977–1990. Dne 14. ledna 2008 správa fondu Fidelity oznámila, že se fond poprvé po více než deseti letech otevře novým investorům.
Na konci 20. století spravoval fond Magellan aktiva v hodnotě výrazně přesahující 100 miliard dolarů. Po delší dobu byl největším podílovým fondem na světě, a to až do dubna 2000, kdy jej nahradil indexový fond S&P 500 společnosti Vanguard. 